# كيت فيتزجيرالد
كيت فيتزجيرالد (بالإنجليزية: Kate Fitzgerald)‏ هي ممثلة بريطانية، ولدت في 3 يوليو 1956 في ليفربول في المملكة المتحدة.

## وصلات خارجية
- كيت فيتزجيرالد على موقع IMDb (الإنجليزية)
- كيت فيتزجيرالد على موقع قاعدة بيانات الفيلم (الإنجليزية)